# Vroeg wasbekertje
Het vroeg wasbekertje (Orbilia aprilis) is een schimmel behorend tot de familie Orbiliaceae. Het komt voor in loofbossen. Het leeft saprotroof op dood hout of oude keverhollen.

## Kenmerken

### Uiterlijke kenmerken
De vruchtlichamen (apothecia) zijn abrikoos-oranje van kleur en hebben een duidelijke gladde tot getande apothecium-rand. De tanden bestaan uit glasachtige haren. 

### Microscopische kenmerken
De asci zijn 8-sporig, hebben een apicale verdikking en meten 46 × 4,9 µm. Parafysen zijn aanwezig met ronde koppen in wasachtige laag. Ze zijn 2 of 3-voudig gesepteerd. De sporen zijn spoelvormig en meten (6-) 6,5-9,5 (-10,5) × (1,5-) 1,6-2 (-2,1) µm . In aseksuele staat heeft het 3-armige hyaliene conidia die elk twee tot drie cellen in een arm hebben.

## Verspreiding
Het is een Europese soort . In Nederland komt het zeldzaam voor. 